# Backspace-tast
Backspace er en knap på et computertastatur og kan slette tekst i et tekstbehandlingsprogram. I internetvinduer kan den også gå tilbage til forrige besøgte side, hvis det er muligt.